# Religião em Serra Leoa

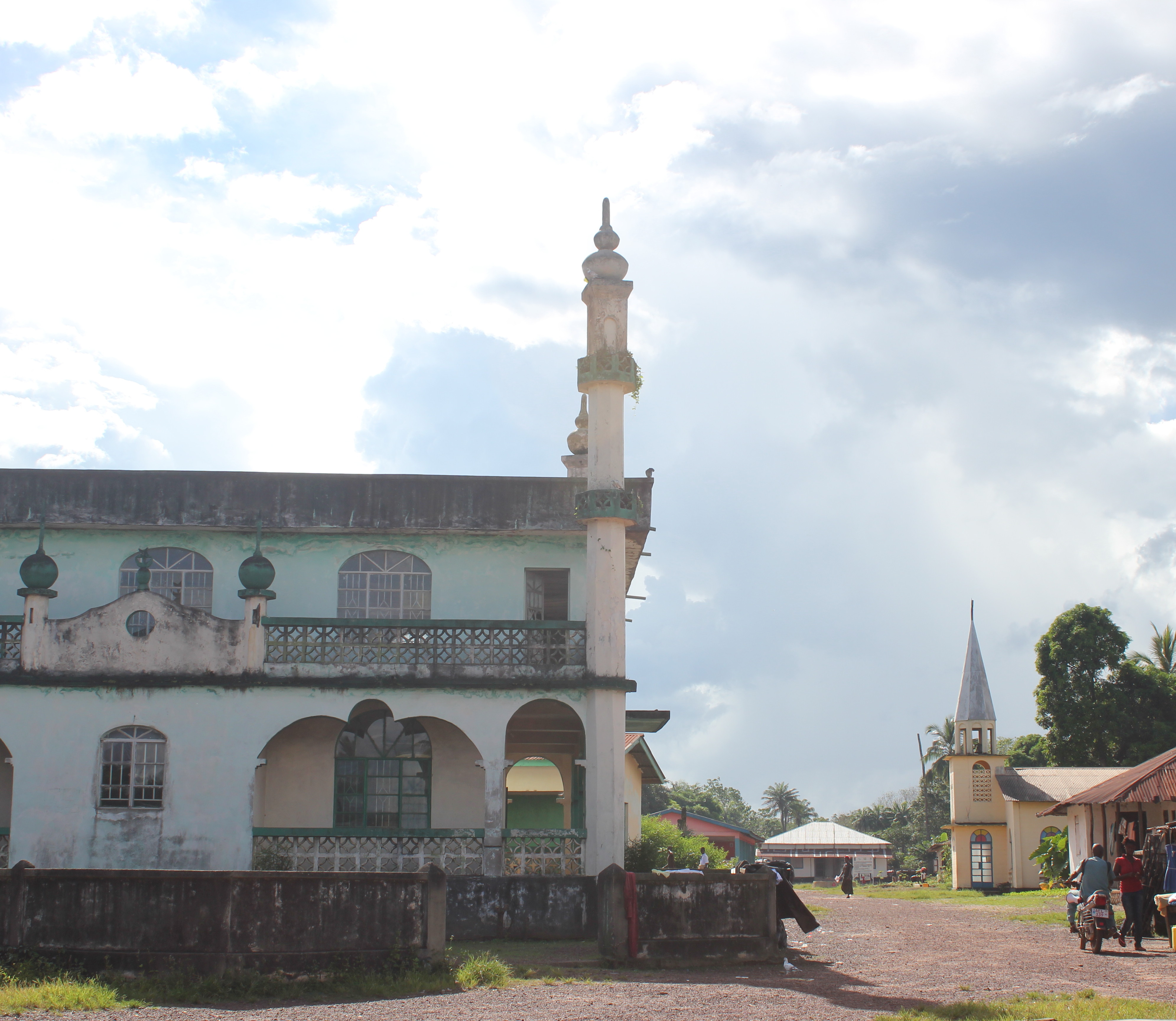
Mesquita e igreja em Serra Leoa

A Religião em Serra Leoa é representada principalmente pelo islamismo e o cristianismo, dominantes no país. A constituição de Serra Leoa prevê a liberdade de religião e o governo de Serra Leoa geralmente a protege. O governo de Serra Leoa está constitucionalmente proibido de estabelecer uma religião oficial, embora as orações muçulmanas e cristãs sejam geralmente realizadas no país no início de grandes ocasiões políticas, incluindo a posse presidencial. De acordo com estimativas de 2020, do Pew Research Center, 78,5% da população de Serra Leoa são muçulmanos (principalmente muçulmanos sunitas), 20,4% são cristãos (principalmente protestantes) e 1,1% pertencem a uma religião tradicional africana ou outras crenças. O Conselho Inter-religioso de Serra Leoa estimou que 77% da população de Serra Leoa é composta por muçulmanos, 21% são cristãos e 2% são seguidores de religiões tradicionais africanas. A maioria dos grupos étnicos de Serra Leoa são de maioria muçulmana, incluindo os dois maiores grupos étnicos do país: os mendés e os temne.
Serra Leoa é considerada um dos países mais tolerantes religiosamente do mundo. Muçulmanos e cristãos colaboram e interagem pacificamente. A violência religiosa é muito rara no país. Mesmo durante a Guerra Civil de Serra Leoa, as pessoas nunca foram perseguidas por causa de sua religião. O país é sede do Conselho Inter-religioso de Serra Leoa, que é formado por líderes religiosos cristãos e muçulmanos, visando a promoção da paz e a tolerância em todo o país. Os feriados islâmicos de Eid al-Fitr, Eid al-Adha e Maulid-un-Nabi (aniversário do profeta islâmico Maomé) são feriados nacionais em Serra Leoa. Os feriados cristãos de Natal, Boxing Day, Sexta-feira Santa e Páscoa também são feriados nacionais em Serra Leoa. Na política, a esmagadora maioria dos serra-leoneses vota em um candidato, independentemente de o candidato ser muçulmano ou cristão. Todos os chefes de Estado de Serra Leoa foram cristãos, exceto Ahmad Tejan Kabbah, que era muçulmano.
A grande maioria dos muçulmanos de Serra Leoa são adeptos da tradição sunita do Islã. A maioria das mesquitas e escolas islâmicas em Serra Leoa são baseadas no islamismo sunita. Os muçulmanos xiitas constituem uma porcentagem muito pequena, representando menos da metade de 1% da população muçulmana de Serra Leoa. O Supremo Conselho Islâmico de Serra Leoa é a maior organização religiosa islâmica no país. As duas maiores mesquitas de Serra Leoa são a Mesquita Central de Freetown e a Mesquita Central Ghadafi (construída pelo ex-líder líbio Muammar Gaddafi), ambas localizados na capital, Freetown.
A grande maioria dos cristãos de Serra Leoa são protestantes, dos quais os maiores grupos são metodistas, wesleyanos e pentecostais. Outras denominações cristãs protestantes com presença significativa no país incluem presbiterianos, batistas, adventistas do sétimo dia, anglicanos e luteranos. O Conselho de Igrejas é a Organização religiosa cristã protestante composta por todas as igrejas protestantes de Serra Leoa. 
Os cristãos não denominacionais constituem uma minoria significativa da população cristã de Serra Leoa. Os católicos são o maior grupo de cristãos não protestantes em Serra Leoa, formando cerca de 8% da população de Serra Leoa e 26% da população cristã em Serra Leoa. As Testemunhas de Jeová e os membros de A Igreja de Jesus Cristo dos Santos dos Últimos Dias são os dois grupos cristãos não trinitários mais proeminentes em Serra Leoa e formam uma pequena, mas significativa, minoria entre a população cristã em Serra Leoa. Uma pequena comunidade de cristãos ortodoxos reside na capital Freetown.